# Paulus II
Paulus II, född Pietro Barbo 23 februari 1417 i Venedig, Italien, död 26 juli 1471, var påve från den 30 augusti 1464 till sin död den 26 juli 1471.

## Biografi
Pietro Barbo föddes i Venedig som son till Niccolo Barbo och Polixena Condulmer, varigenom han var systerson till påven Eugenius IV. Han utbildade sig först till en karriär inom affärslivet, men visade sig ha sinne för teologi, och när morbrodern blev påve, inträdde han istället i kyrkans tjänst. Han blev ärkediakon av Bologna, biskop av Cervia och av Vicenza samt 1440 kardinaldiakon av Santa Maria Nuova. År 1451 blev han kardinalpräst av San Marco. Han kallades "kardinalen av Venedig", och var mycket inflytelserik som sådan under Eugenius IV, Nicolaus V, och Calixtus III, men mindre under Pius II. 

## Pontifikat
Att Pietro Barbo valdes till påve torde kunna förklaras med att företrädaren Pius var kritiserad av en del kardinaler; stödet för denna tolkning finns framförallt i den ed Barbo svor inför konklaven när han blev vald till påve den 30 augusti 1464, en ed han senare svek eftersom den bestred monarkismen. När han konsekrerades till påve antog han namnet Paulus II.

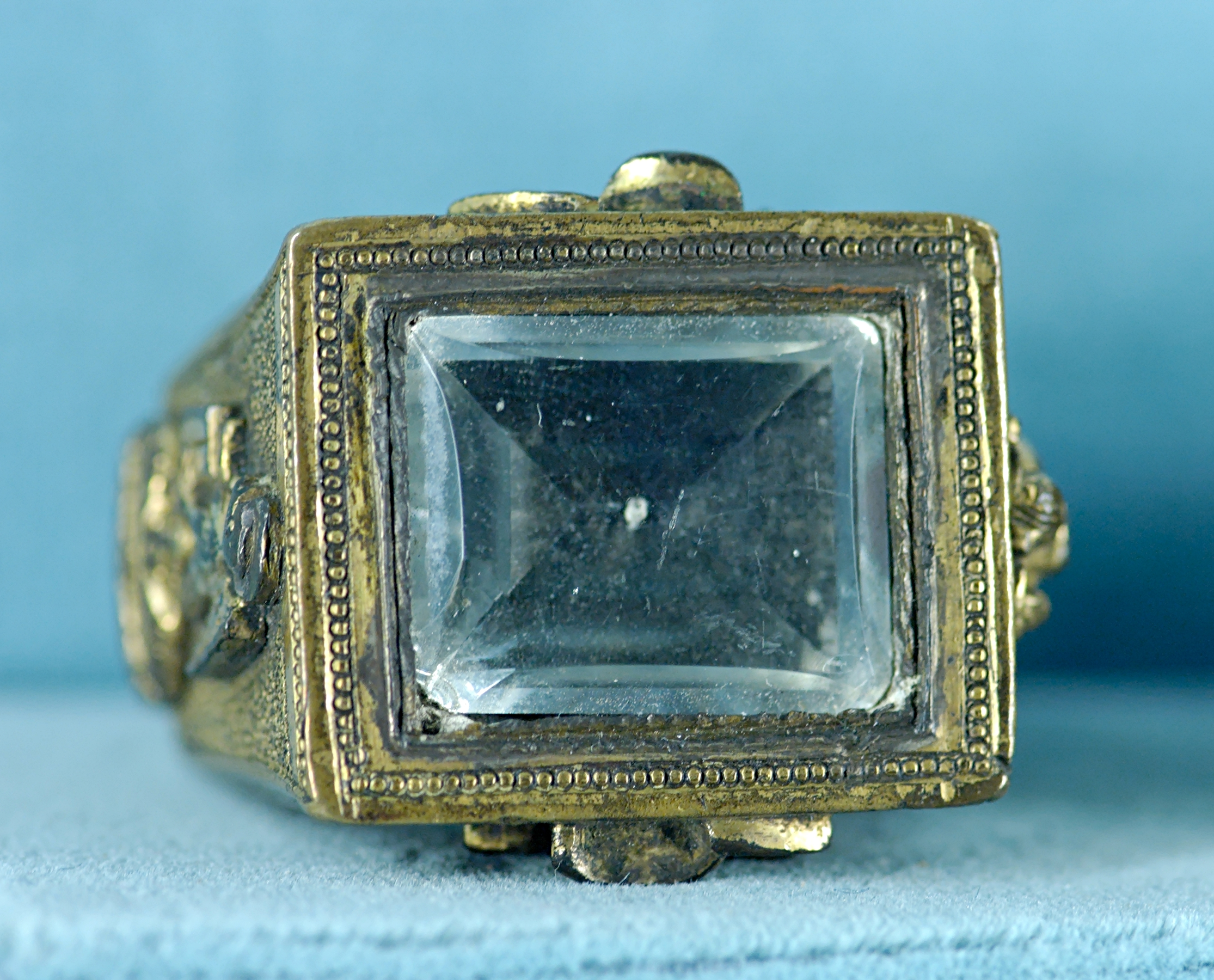
Paulus påvering i förgyllt brons och bergkristall.

Han bekämpade nepotism samt utvecklade stor frikostighet och välgörenhet gentemot hjälpbehövande. Han utsträckte 1469 de redan på 1300-talet stadgade förordningarna om de så kallade annaterna genom införande av de så kallade kvindennierna. 

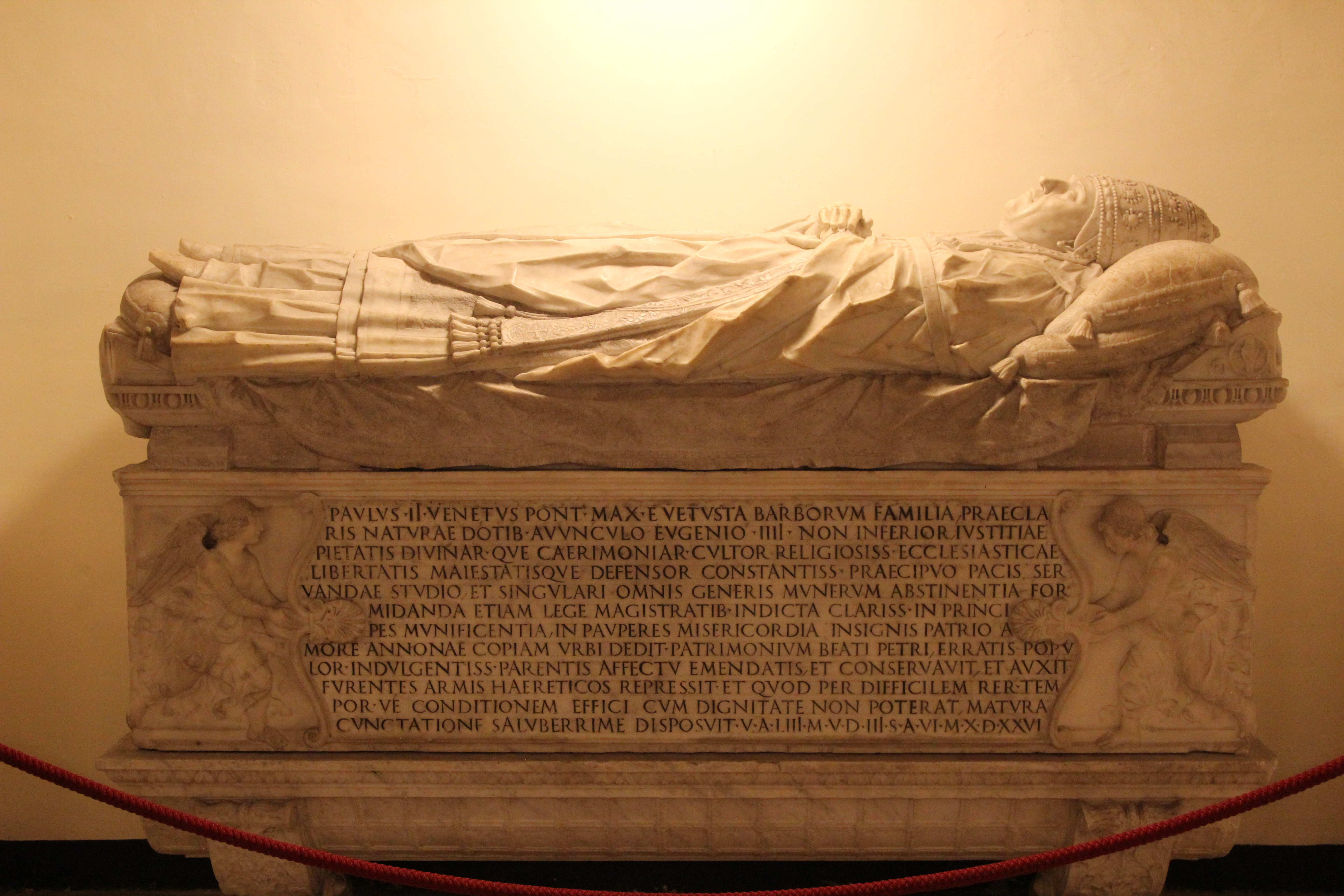
Paulus II:s grav i Peterskyrkan.

Han kunde inte fullfölja företrädarens (Pius II) korstågsplaner, eftersom han splittrade sina krafter i Italien, bland annat på bekämpande av rövarväsendet. Mot kardinalkollegiet visste han dock att upprätthålla påvemakten. Av humanisterna blev han illa omtalad, emedan han sprängde den "romerska akademien", som bestod av poeter och retorer; Catholic Encyclopedia anger emellertid att han inte var motståndare till humanismen eftersom han beskyddade universiteten, boktryckarkonsten och själv samlade på klassisk konst. Att han upplöste den "romerska akademien" berodde enligt samma källa på att den fostrade hedningar och rättfärdiggjorde moralisk degenerering.
Förgäves försökte han krossa Georg Pódiebrad och utrakvismen i Böhmen samt att förena rysk-ortodoxa kyrkan med Rom. Han stödde Albanien och Skanderbeg finansiellt, men eftersom de kristna makthavarna inte kunde samarbeta, och eftersom det var oroligheter i Kyrkostaten, misslyckades han även med detta.
Paulus införde privilegiet att alla kardinaler fick bära den röda birettan. Han införde även firandet av flera karnevaler.
Paulus är begravd i Peterskyrkan. Hans gravmonument utfördes av Mino da Fiesole.